# Superligaen (2025/2026)
Ten artykuł dotyczy trwającego lub niedawnego wydarzenia sportowego. Informacje w nim zamieszczone mogą się zmienić lub zdezaktualizować wraz z postępem zdarzenia. Początkowe doniesienia, wyniki lub statystyki mogą być niepewne. Ostatnie aktualizacje do tego artykułu mogą nie odzwierciedlać najbardziej aktualnych informacji.
Superligaen 2025/2026 (znana jako 3F Superliga ze względów sponsorskich) – 114. edycja najwyższej klasy rozgrywkowej piłki nożnej w Danii.
Bierze w niej udział 12 drużyn, które w okresie od 18 lipca 2025 do 25 maja 2026 rozegrają w dwóch rundach 32 kolejek meczów. 
Obrońcą tytułu jest drużyna København.

## Drużyny
| Uczestnicy poprzedniej edycji                                                                                 | Uczestnicy poprzedniej edycji | Uczestnicy poprzedniej edycji | Uczestnicy poprzedniej edycji |
| --- | ----------------------------- | ----------------------------- | ----------------------------- |
| KOP | FC Kopenhaga                  | 1                             |                               |
| MID | FC Midtjylland                | 2                             |                               |
| BIF | Brøndby IF                    | 3                             |                               |
| RFC | Randers FC                    | 4                             |                               |
| FCN | FC Nordsjælland               | 5                             |                               |
| AGF | Aarhus GF                     | 6                             |                               |
| SIF | Silkeborg IF                  | 7                             |                               |
| VIB | Viborg FF                     | 8                             |                               |
| SDJ | SønderjyskE                   | 9                             |                               |
| VEJ | Vejle BK                      | 10                            |                               |
| Spadek z Superligaen                                                                                          |                               |                               |                               |
| LYN | Lyngby BK                     | 11                            |                               |
| AAB | Aalborg BK                    | 12                            |                               |
| Awans z 1. division                                                                                           |                               |                               |                               |
| OBK | Odense BK                     | 1                             |                               |
| FRE | FC Fredericia                 | 2                             |                               |
| Oznaczenia: - kolumna pierwsza – skróty nazw drużyn, - kolumna trzecia – miejsce zajęte w poprzednim sezonie. |                               |                               |                               |

## Runda zasadnicza
| Lp. | Drużyna      | M | Z | R | P | B+ | B– | +/– | Pkt | Kwalifikacja      |  | COP    | BRO    | MID    | AGF    | FRE    | RAN    | ODE    | VIB    | SIL    | VEJ    | SON    | NOR    |
| --- | ------------ | - | - | - | - | -- | -- | --- | --- | ----------------- |  | ------ | ------ | ------ | ------ | ------ | ------ | ------ | ------ | ------ | ------ | ------ | ------ |
| 1   | København    | 5 | 4 | 0 | 1 | 12 | 6  | +6  | 12  | grupa mistrzowska |  |        | 23 lis | 5 paź  | 2–3    | 2 lis  | 1 Mar  | 22 sie | 26 paź | 21 wrz | 2–0    | 7 Dec  | 15 lut |
| 2   | Brøndby      | 5 | 4 | 0 | 1 | 8  | 3  | +5  | 12  | grupa mistrzowska |  | 14 wrz |        | 31 sie | 19 paź | 30 lis | 8 lut  | 28 wrz | 0–2    | 3–0    | 2–1    | 22 lut | 9 lis  |
| 3   | Midtjylland  | 5 | 2 | 3 | 0 | 14 | 8  | +6  | 9   | grupa mistrzowska |  | 8 lut  | 1 Mar  |        | 2 lis  | 3–3    | 28 wrz | 3–3    | 21 wrz | 24 sie | 19 paź | 6–2    | 30 lis |
| 4   | Aarhus       | 5 | 2 | 2 | 1 | 10 | 6  | +4  | 8   | grupa mistrzowska |  | 30 lis | 21 wrz | 0–0    |        | 31 sie | 1–2    | 8 lut  | 22 lut | 5 paź  | 24 sie | 9 lis  | 26 paź |
| 5   | Fredericia   | 5 | 2 | 1 | 2 | 10 | 10 | 0   | 7   | grupa mistrzowska |  | 0–2    | 5 paź  | 26 sie | 15 lut |        | 24 sie | 7 Dec  | 9 lis  | 1 Mar  | 14 wrz | 3–2    | 2–3    |
| 6   | Randers      | 5 | 2 | 1 | 2 | 6  | 7  | −1  | 7   | grupa mistrzowska |  | 31 sie | 0–2    | 9 lis  | 7 Dec  | 22 lut |        | 23 lis | 5 paź  | 1–0    | 15 lut | 26 paź | 21 wrz |
| 7   | Odense       | 5 | 2 | 1 | 2 | 10 | 15 | −5  | 7   | grupa spadkowa    |  | 22 lut | 26 paź | 15 lut | 1–5    | 21 wrz | 3–2    |        | 3–1    | 9 lis  | 30 lis | 5 paź  | 31 sie |
| 8   | Viborg       | 5 | 2 | 0 | 3 | 8  | 9  | −1  | 6   | grupa spadkowa    |  | 2–3    | 15 lut | 7 Dec  | 14 wrz | 28 wrz | 2 lis  | 19 paź |        | 2–3    | 30 lis | 1–0    | 1 Mar  |
| 9   | Silkeborg    | 5 | 2 | 0 | 3 | 7  | 10 | −3  | 6   | grupa spadkowa    |  | 19 paź | 2 lis  | 22 lut | 23 lis | 0–2    | 30 lis | 14 wrz | 8 lut  |        | 28 wrz | 31 sie | 4–2    |
| 10  | Vejle        | 5 | 1 | 1 | 3 | 6  | 7  | −1  | 4   | grupa spadkowa    |  | 9 lis  | 7 Dec  | 0–2    | 1 Mar  | 8 lut  | 1–1    | 4–0    | 29 sie | 26 paź |        | 21 wrz | 5 paź  |
| 11  | Sønderjyske  | 5 | 1 | 1 | 3 | 8  | 13 | −5  | 4   | grupa spadkowa    |  | 28 wrz | 24 sie | 23 lis | 1–1    | 19 paź | 14 wrz | 1 Mar  | 30 lis | 15 lut | 2 lis  |        | 3–2    |
| 12  | Nordsjælland | 5 | 1 | 0 | 4 | 8  | 13 | −5  | 3   | grupa spadkowa    |  | 1–3    | 0–1    | 14 wrz | 28 wrz | 23 lis | 19 paź | 2 lis  | 25 sie | 7 Dec  | 22 lut | 8 lut  |        |

## Najlepsi strzelcy
| Bramki | Strzelcy       | Drużyna     |
| ------ | -------------- | ----------- |
| 7      | Franculino Djú | Midtjylland |
| 4      | Tonni Adamsen  | Silkeborg   |
| 4      | Tobias Bech    | Aarhus      |

Stan na 2025-08-18. Źródło: .

## Stadiony
| Aarhus     |
| ---------- |
| Ceres Park |
|            |

| Brøndby         |
| --------------- |
| Brøndby Stadion |
|                 |

| København |
| --------- |
| Parken    |
|           |

| Fredericia   |
| ------------ |
| Monjasa Park |
|              |

| Midtjylland |
| ----------- |
| MCH Arena   |
|             |

| Nordsjælland        |
| ------------------- |
| Right to Dream Park |
|                     |

| Odense         |
| -------------- |
| Odense Stadion |
|                |

| Randers            |
| ------------------ |
| AutoC Park Randers |
|                    |

| Silkeborg |
| --------- |
| JYSK park |
|           |

| Sønderjyske  |
| ------------ |
| Sydbank Park |
|              |

| Viborg         |
| -------------- |
| Viborg Stadion |
|                |

| Vejle         |
| ------------- |
| Vejle Stadion |
|               |

Źródło: .